# فيروسات جدرية
الفيروسات الجدرية (بالإنجليزية: Poxviridae)‏ الفيروسات الجدرية هي عائلة من فيروسات الحمض النووي مزدوجة السلسة. تعتبر الفقاريات والمفصليات مضيفات طبيعية لهذه الفيروسات. يوجد حاليًا 83 نوعًا في هذه العائلة، تقسم إلى 22 جنسًا، وتصنف ضمن فرعين رئيسين. تتضمن الأمراض المرتبطة بهذه العائلة مرض الجدري.
يصاب الإنسان بأربعة أجناس من الفيروسات الجدرية: فيروسات الأورتوبوكس، والفيروسات الجدرانية، وفيروسات الياتابوكس، وفيروسات المليساء. تشمل فيروسات الأورتوبوكس: فيروس الجدري، وفيروس الوقس، وفيروس جدري البقر، وفيروس جدري القرود. تشمل الفيرسات الجدرانية: فيروس الأورف، وفيروس الجدري الكاذب، وفيروس التهاب الفم الحطاطي البقري. تشمل فيروسات الياتابوكس: فيروس التانتبوكس، فيروس ورم القرود يابا. تشمل فيروسات المليساء: فيروس المليساء المعدية. يشاهد فيروس الوقس في شبه القارة الهندية ويعتبر بالإضافة إلى المليساء المعدية الفيروسات الأكثر شيوعًا. لوحظ ارتفاع معدل الإصابة بجدري القرود (يُلاحظ في بلدان الغابات المطيرة في غرب ووسط إفريقيا). يختلف مرض جدري الماء عن مرض الجدري وينتج عن فيروس الهربس الحماق النطاقي.

## أصل التسمية
تعود تسمية الفيروسات الجدرية إلى أصل هذه المجموعة المترافق مع ظهور الطفح الجدري. يعتمد التصنيف الفيروسي الحديث على الخصائص الشكلية، وعلم التشكل، ونوع الحمض النووي، وطريقة التكاثر، والكائنات الحية المضيفة، ونوع المرض الذي تسببه. يعتبر فيروس الجدري الفيروس الأكثر بروزًا ضمن هذه العائلة.

## لمحة تاريخية

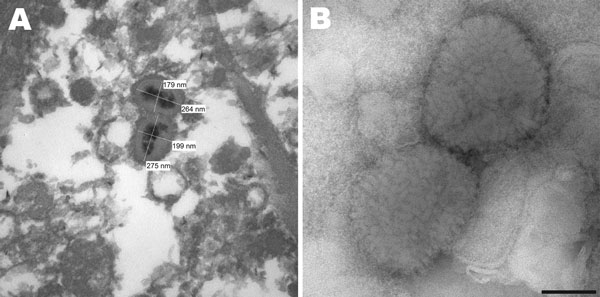
صورة مجهرية إلكترونية لجزيئات فيروس الجدري في الغشاء الزليلي لخفاش بني كبير

عُرفت الأمراض التي تسببها فيروسات الجدرية منذ قرون وخاصةً مرض الجدري. سجلت إحدى أولى الحالات المشتبهة لدى الفرعون المصري رمسيس الخامس، ويُعتقد أنه مات بسبب الجدري حوالي 1150 سنة قبل الميلاد. انتقل الجدري إلى أوروبا في أوائل القرن الثامن، ثم إلى الأمريكيتين في أوائل القرن السادس عشر ما أدى إلى وفاة 3.2 مليون شخص من شعب الآزتك في غضون عامين. يُعزى ارتفاع عدد الوفيات هذا إلى ظهور الفيروس المفاجئ وعدم التعرض السابق لدى السكان الأصليين على مدى آلاف السنين.
يعتبر فيروس جدري البقر ضعيف نسبيًا، أثبت إدوارد جينر دوره في الوقاية من مرض الجدري الأكثر فتكًا وفعالية استخدامه في اللقاح، بُذلت جهود عالمية لتطعيم الجميع ضد الجدري بهدف تخليص العالم بشكل نهائي من وباء يشبه الطاعون. حدثت آخر حالة مستوطنة من الجدري في الصومال في عام 1977. لم تكشف عمليات البحث المكثفة على مدار عامين عن أي حالات أخرى. أعلنت منظمة الصحة العالمية القضاء على المرض رسميًا في عام 1979.
أتلفت جميع عينات الفيروس ونقل بعضها إلى مختبرين مرجعيين معتمدين من منظمة الصحة العالمية هما: المقر الرئيسي للمراكز الفيدرالية لمكافحة الأمراض والوقاية منها (CDC) في أتلانتا، جورجيا (الولايات المتحدة) وفي معهد الاستعدادات للفيروسات في موسكو كان ذلك في عام 1986. بعد الحادي عشر من سبتمبر 2001، ازدادت مخاوف الحكومتين الأمريكية والبريطانية بشأن استخدام الجدري أو ما يشابهه في الإرهاب البيولوجي. يجري التحقيق من الخواص العلاجية للعديد من فيروسات الجدري، كفيروس الوقس، وفيروس الورم المخاطي، وفيروس تانابوكس، وفيروس جدري الراكون، وأجريت الدراسات السريرية وغير السريرية لمعرفة دورها المحتمل في معالجة في مختلف أنواع السرطانات البشرية.

## البنية
غالبًا ما تكون جزيئات الفيروس محاطة بغلاف خارجي (فريون خارجي محاط بغلاف)، يحاط الفيروس الناضج داخل الخلايا بغلاف مختلف ويكون معديًا أيضًا. يختلف شكل الفيروس باختلاف نوعه وتأخذ بشكل عام شكل مستطيل أو بيضوي لكونها تحاط بالشبكة الإندوبلازمية. يكون الفريون كبير بشكل استثنائي، ويبلغ قطره حوالي 200 نانومتر، ويبلغ طوله 300 نانومتر، ويوجد جينومه على شكل قطعة خطية ومزدوجة من الحمض النووي. يبلغ حجم فيروسات الأنف 1/10 من حجم فريون الجدري النموذجي.  

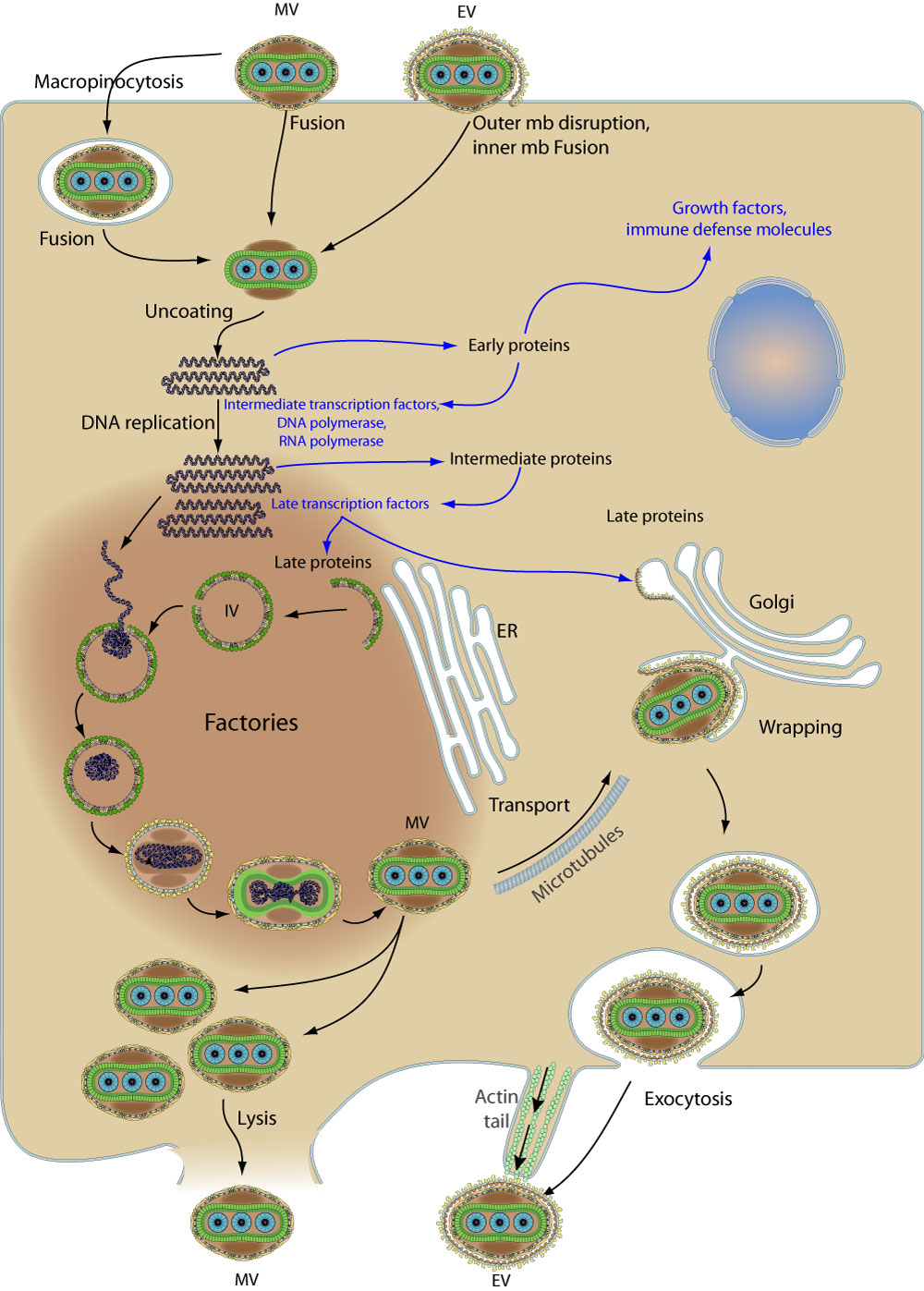
دورة تضاعف الفيروسات الجدرية

## التضاعف
يتضمن تكاثر فيروس الجدري عدة مراحل. يرتبط الفيروس أولًا بمستقبل على سطح الخلية المضيفة، يُعتقد أن مستقبلات فيروس الجدري هي من نوع غليكوز أمينوغليكان. يدخل الفيروس بعدها إلى الخلية ويبدأ بالانفصال. يزول أولًا الغشاء الخارجي للفيروس، ثم يندمج جسيم الفيروس (بدون الغشاء الخارجي) مع الغشاء الخلوي ويتحرر اللب ضمن السيتوبلازما. يحدث التعبير عن الجينات الفيروسية للجدري على مرحلتين، ترمز الجينات المبكرة للبروتين غير الهيكلي، بما في ذلك البروتينات اللازمة لتكرار الجينوم الفيروسي، ترمز الجينات المتأخرة للبروتينات الهيكلية التي تشكل جسم الفيروس، ويعبر عنها بعد تكرار الجينوم الفيروسي. يحدث تجميع الفيروس على خمس مراحل تنتهي بإحاطة الفيروس الناضج بغلاف ليصبح جاهزًا للخروج من الخلية. يتحد البروتين A5 مع الفريون غير الناضج لتكوين الفريون الناضج داخل الخلايا. يصطف البروتين لتشكيل غلاف الفيروس بيضوي الشكل، تندمج بعدها جميع أجزاء الفيروس ضمن بلازما الخلية ويتشكل الفريون المحاط بغلاف. تعتبر عملية تشكيل الفيروس معقدة بعض الشيء. تجرى الأبحاث لفهم كل مرحلة بمزيد من العمق. يعتبر تضاعف الفيروس سريعًا بالنسبة لحجمه وتعقيده، يستغرق حوالي 12 ساعة، تموت الخلية المضيفة بعد إطلاق الفيروسات.
يختلف تكاثر فيروس الجدري عن بقية الفيروسات التي تحتوي على جينوم DNA مزدوج السلسة، ويحدث ضمن سيتوبلازما الخلية ما يعتبر نموذجيًا بالنسبة لفيروسات الحمض النووي الكبيرة الأخرى. يشفر فيروس الجدري آليته الخاصة لنسخ الجينوم، وهي بوليميراز RNA المعتمد على الحمض النووي DNA، ما يجعل التكاثر في السيتوبلازم ممكنًا. تتطلب معظم فيروسات الحمض النووي المزدوج السلسة بوليميراز RNA المعتمد على الحمض النووي DNA للخلية المضيفة. عُثر على هذه البوليمرات المضيفة في النواة، وبالتالي تبدأ دورة العدوى لدى معظم فيروسات الدنا مزدوجة السلسة داخل نواة الخلية المضيفة.

## التطور
لم يعرف أصل الفيروسات الجدرية، قد يكون فيروسًا غديًا أو نوع آخر مشابه لكل من الفيروسات الجدرية والفيروسات الغدية.
توجد علاقة بين تطور السلالات لكل من فيروسات الرودي وفيروسات الحمض النووي الكبيرة حقيقية النواة كفيروس حمى الخنازير الأفريقية، فيروسات الكلوريلا، وفيروسات الجدري، وذلك بناءً على تنظيم الجينوم، وآلية تكرار الحمض النووي.

### فيروس الجدري
لم يحدد تاريخ ظهور مرض الجدري. غالبًا ما تطورت هذه الفيروسات بين 68000 و16000 سنة. يرجع النطاق الواسع للتواريخ إلى السجلات المختلفة المستخدمة لتحديد الساعة الجزيئية. شكلت إحدى الفصائل السلالات الرئيسية للجدري الشكل السريري الأكثر شدة للجدري وانتشرت من آسيا بين 400 و1600 عام مضى. شمل الفرع الثاني على الجدري الصغير (جدري معتدل النمط الظاهري)، شوهد في القارات الأمريكية وعزل من غرب إفريقيا منذ 1400 و6300 سنة.

## فيروس الوقس
يعتبر فيروس الوقس من الفيروسات الجدرية النموذجية، عُرف بدوره في القضاء على الجدري. يعتبر فيروس الوقس أداة فعالة للتعبير عن البروتين الغريب، ويثير استجابة مناعية قوية للمضيف. يدخل فيروس الوقس إلى الخلايا عن طريق الاندماج الخلوي، ولكن لم يعرف المستقبل المسؤول عن دخوله حاليًا.
يحتوي فيروس الوقس على ثلاث فئات من الجينات: المبكرة والمتوسطة والمتأخرة. تنسخ هذه الجينات بواسطة بوليميراز الحمض النووي الريبي الفيروسي وعوامل النسخ المرتبطة بها. يكرر فيروس الوقس الجينوم الخاص به في سيتوبلازم الخلايا المصابة، يتشكل الفيروس بعد المرحلة المتأخرة من التعبير الجيني، وتنتج فيروسات ناضجة ومحاطة بغلاف خارجي داخل الخلايا. لم يحدد أصل الغلاف الخارجي حتى الان. تنتقل الفيروسات الناضجة داخل الخلايا إلى جهاز غولجي وتغلف بغشاءين إضافيين. ينتقل هذا الفيروس على طول الأنابيب الدقيقة للهيكل الخلوي للوصول إلى محيط الخلية، ويندمج مع غشاء البلازما ليصبح الفيروس المغلف المرتبط بالخلايا. يؤدي هذا إلى تشغيل ذيول أكتين على أسطح الخلايا وتحريرها كفريون خارجي محاط بغلاف.